# Salts als Jocs Olímpics d'estiu de 2008
La competició de Salts als Jocs Olímpics d'estiu de 2008 es va celebrar del 10 al 23 d'agost al Beijing National Aquatics Center.

## Calendari de competició
| Dia                           | Hora Local  | Prova                              |
| ----------------------------- | ----------- | ---------------------------------- |
| Diumenge, 10 d'agost de 2008  | 14:30-15:40 | 3m trampolí sincronitzat dones     |
| Dilluns, 11 d'agost de 2008   | 14:30-15:40 | 10m plataforma sincronitzada homes |
| Dimarts, 12 d'agost de 2008   | 14:30-15:40 | 10m plataforma sincronitzada dones |
| Dimecres, 13 d'agost de 2008  | 14:30-15:40 | 3m trampolí sincronitzat homes     |
| Divendres, 15 d'agost de 2008 | 13:30-16:30 | 3m trampolí dones (Preliminars)    |
| Dissabte, 16 d'agost de 2008  | 20:00-21:40 | 3m trampolí dones (Semifinal)      |
| Diumenge, 17 d'agost de 2008  | 20:30-22:00 | 3m trampolí dones (Final)          |
| Diumenge, 18 d'agost de 2008  | 19:00-22:30 | 3m trampolí homes (Preliminars)    |
| Dimarts, 19 d'agost de 2008   | 10:00-11:50 | 3m trampolí homes (Semifinal)      |
| Dimarts, 19 d'agost de 2008   | 20:30-22:10 | 3m trampolí homes (Final)          |
| Dimecres, 20 d'agost de 2008  | 19:00-22:10 | 10m plataforma dones (Preliminars) |
| Dijous, 21 d'agost de 2008    | 10:00-11:40 | 10m plataforma dones (Semifinal)   |
| Dijous, 21 d'agost de 2008    | 20:00-21:30 | 10m plataforma dones (Final)       |
| Divendres, 22 d'agost de 2008 | 19:00-22:45 | 10m plataforma homes (Preliminars) |
| Dissabte, 23 d'agost de 2008  | 10:00-11:50 | 10m plataforma homes (Semifinal)   |
| Dissabte, 23 d'agost de 2008  | 20:00-21:40 | 10m plataforma homes (Final)       |

## Medallistes

### Homes
| Event                        | Or                                 | Or     | Plata                                   | Plata  | Bronze                                 | Bronze |
| Trampolí 3 m                 | He Chong · R.P. de la Xina         | 572,90 | Alexandre Despatie · Canadà             | 536,65 | Qin Kai · R.P. de la Xina              | 530,10 |
| Trampolí 3 m sincronitzat    | R.P. de la XinaWang Feng · Qin Kai | 469,08 | RússiaYuri Kunakov · Dimitri Sautin     | 450,42 | UcraïnaIllia Kvasha · Oleksi Prygorov  | 421,98 |
| Plataforma 10 m              | Matthew Mitcham · Austràlia        | 537,95 | Zhou Luxin · R.P. de la Xina            | 533,15 | Gleb Galperin · Rússia                 | 525,80 |
| Plataforma 10 m sincronitzat | R.P. de la XinaLiang Huo · Yue Lin | 468,18 | AlemanyaPatrick Hausding · Sascha Klein | 450,42 | RússiaDmitri Dobroskok · Gleb Galperin | 445,26 |

### Dones
| Event                        | Or                                      | Or     | Plata                                         | Plata  | Bronze                                | Bronze |
| Trampolí 3 m                 | Guo Jingjing · R.P. de la Xina          | 415,35 | Julia Pakhalina · Rússia                      | 398,60 | Wu Minxia · R.P. de la Xina           | 389,85 |
| Trampolí 3 m sincronitzat    | R.P. de la XinaGuo Jingjing · Wu Minxia | 343,50 | RússiaJulia Pakhalina · Anastasia Pozdniykova | 323,61 | AlemanyaDitte Kotzian · Heike Fischer | 318,90 |
| Plataforma 10 m              | Chen Ruolin · R.P. de la Xina           | 447,70 | Emilie Heymans · Canadà                       | 437,05 | Wang Xin · R.P. de la Xina            | 429,90 |
| Plataforma 10 m sincronitzat | R.P. de la XinaWang Xin · Chen Ruolin   | 363,54 | AustràliaBriony Cole · Melissa Wu             | 335,16 | MèxicPaola Espinosa · Tatiana Ortiz   | 330,06 |

## Medaller
| Pos.  | País            | Or | Plata | Bronze | Total |
| 1     | R.P. de la Xina | 7  | 1     | 3      | 11    |
| 2     | Austràlia       | 1  | 1     | 0      | 2     |
| 3     | Rússia          | 0  | 3     | 2      | 5     |
| 4     | Canadà          | 0  | 2     | 0      | 2     |
| 5     | Alemanya        | 0  | 1     | 1      | 2     |
| 6     | Mèxic           | 0  | 0     | 1      | 1     |
| 6     | Ucraïna         | 0  | 0     | 1      | 1     |
| Total | Total           | 8  | 8     | 8      | 24    |